# Eisenreichshof
Der Eisenreichshof ist ein nicht mehr erhaltener Adelssitz östlich von Messern in Niederösterreich.
Die Anlage wird zu Beginn des 14. Jahrhunderts erstmals erwähnt, dürfte aber bereits damals verfallen gewesen sein und erscheint heute nur mehr als bewaldete Flur. Sie bestand vermutlich aus einem kleinen Anwesen und einer Siedlung am Ende des Fuchsberggrabens in einer Quellenlage, worauf heute aber nur mehr eine Häufung von keramischen Artefakten hinweist.
Die Wüstung wurde zum Zweck der näheren topographischen Lagebeschreibung von Kurt Bors erforscht und kartographiert.